# Секар-Рожанский, Антон Владиславович
Анто́н (Антон-Карл) Владисла́вович Сека́р-Рожа́нский (также Сикар-Рожанский; 6 [18] мая 1863, Влоцлавек, Варшавская губерния — 28 января 1953, Люблин) — русский оперный певец (тенор); первый исполнитель партии Садко в одноимённой опере Н. А. Римского-Корсакова.

## Биография
В 1886 году окончил Варшавский университет, в 1891 году — Петербургскую консерваторию (класс профессора С. И. Габеля).
В 1891 году дебютировал в Петербурге в антрепризе И. Соколова на сцене Панаевского театра (Флорестан в «Фиделио» Л. Бетховена), затем пел в Ростове-на-Дону (1891—1892), Казани (1892, антреприза В. А. Перовского), Харькове (1892—1894), Тифлисе (1894—1895), Петербурге (Панаевский театр, 1895—1896).
В марте 1896 года успешно дебютировал в Большом театре (Радамес в «Аиде» Дж. Верди, Ромео в «Ромео и Джульетта» Ш. Гуно), но не был принят в труппу.
С мая 1896 по 1901 год — солист Московской частной русской оперы С. Мамонтова. В этот период гастролировал также в Нижнем Новгороде (1896, 1897), Казани (1897, вместе с Ф. И. Шаляпиным и В. Эберле), Полтаве (1897), Ялте, Севастополе (1898, вместе с С. В. Рахманиновым и Ф. И. Шаляпиным). В период 1891—1904 годов неоднократно совершенствовался за рубежом: в Милане (у Мартина Петца, Ф. Ронкони и Ч. Росси) и Париже (у проф. Бертрами).
С 1904 года выступал в Киеве, Москве (антреприза М. Бородая в театре Солодовникова, 1905), Одессе, Харькове (1906); в 1910 году — в антрепризе М. К. Максакова (Симбирск, Пермь, Казань, Томск, Екатеринбург, Иркутск, Астрахань); в 1911 — в Курске; в 1912 — в Дрездене и Праге; до 1914 — в Омске, Чите, Владивостоке, Баку, Риге.
После 1917 года пел в концертах для рабочих в разных городах. В 1914—1919 годах преподавал в оперном классе Московской консерватории (профессор). С 1920 года заведовал школой в Витебске. В 1920—1940 годы — профессор Варшавской консерватории. С 1940 жил в Люблине, преподавал в музыкальной школе.

## Творчество
Обладал гибким голосом (с баритоновым центром) «металлического» тембра и широкого диапазона, драматическим темпераментом. В числе недостатков критиками упоминались неточность интонирования и плохая дикция.
Репертуар насчитывал свыше 70 оперных партий, а также романсы М. И. Глинки, М. А. Балакирева, М. П. Мусоргского, С. В. Рахманинова, А. С. Аренского, А. Гречанинова, С. Василенко, концертные произведения зарубежных композиторов.
Его партнёрами на сцене были М. В. Веселовская, В. А. Гагаенко, Ж. Девойод, Н. И. Забела-Врубель, А. Круглов, Т. С. Любатович, Н. В. Мутин, П. С. Оленин, В. Н. Петрова-Званцева, А. И. Улуханов, Е. Я. Цветкова, Ф. И. Шаляпин, Н. А. Шевелёв, В. Шкафер.
Пел под управлением А. Бернарди, В. А. Зелёного, М. М. Ипполитова-Иванова, Н. Кочетова, А. Э. Маргуляна, И. О. Палицына, С. В. Рахманинова, И. А. Труффи, О. Шпачека, А. А. Эйхенвальда, Э. Д. Эспозито.

### Избранные партии
- Богдан Собинин («Жизнь за царя» М. И. Глинки)
- Князь («Русалка» А. С. Даргомыжского)
- Герман («Пиковая дама» П. И. Чайковского)
- Андрей («Мазепа» П. И. Чайковского)
- Андрей Морозов («Опричник» П. И. Чайковского)
- Княжич Юрий («Чародейка» П. И. Чайковского)
- Руальд («Рогнеда» А. Н. Серова)
- Садко (одноимённая опера Н. А. Римского-Корсакова) — первый исполнитель (1897)
- Иван Лыков («Царская невеста» Н. А. Римского-Корсакова) — первый исполнитель (1899)[6]
- Царевич Гвидон («Сказка о царе Салтане» Н. А. Римского-Корсакова) — первый исполнитель (1900)
- Валерий Арулен Рустик («Сервилия» Н. Римского-Корсакова) — первый исполнитель в Москве (1904)
- Михайло Туча («Псковитянка» Н. А. Римского-Корсакова)
- Борис (Пролог к опере «В 1812 году» В. С. Калинникова) — первый исполнитель (1899)
- Сениор («Ася» М. М. Ипполитова-Иванова) — первый исполнитель (1900)
- Князь Василий Голицын («Хованщина» М. П. Мусоргского)
- Самозванец («Борис Годунов» М. П. Мусоргского. ред. и инструментовка Н. Римского-Корсакова) — первый исполнитель в Москве (1898)
- Граф Дуглас («Вильям Ратклиф» Ц. А. Кюи) — первый исполнитель в Москве (1900)
- Русский пленник («Кавказский пленник» Ц. А. Кюи)
- Генрих («Потонувший колокол» А. А. Давидова) — первый исполнитель в Москве (1905)
- соло (финал 9-й симфонии Л. Бетховена)
- Радамес («Аида» Дж. Верди)
- Герцог («Риголетто» Дж. Верди)
- Рауль де Нанжи («Гугеноты» Дж. Мейербера)
- Фауст (одноимённая опера Ш. Гуно)
- Хозе («Кармен» Ж. Бизе)
- Туридду («Сельская честь» П. Масканьи)
- Рудольф («Богема» Дж. Пуччини) — первый исполнитель в России (1897)
- Самсон («Самсон и Далила» К. Сен-Санса) — первый исполнитель в Москве (1896) и Нижнем Новгороде (1896)
- Тангейзер (одноимённая опера Р. Вагнера).